# 三叶龙胆
三叶龙胆（学名：Gentiana ternifolia）为龙胆科龙胆属的植物，是中国的特有植物。分布于中国大陆的四川、云南等地，生长于海拔3,000米至4,100米的地区，多生长在草地，目前尚未由人工引种栽培。